# Snip en Snap
Snip en Snap was een Nederlands komisch duo bestaande uit Willy Walden (Snap) en Piet Muijselaar (Snip), waarbij ze in vrouwendracht oubollige grapjes uitwisselden. Met hun eigen revue trokken ze in de periode van 1937 tot 1977 volle zalen.

## Ontstaan
De act werd bedacht door Jacques van Tol, die hem grotendeels had overgenomen van een act van het duo Lion Solser en Piet Hesse: Wip en Snip. Walden en Muijselaar voerden hem voor het eerst op in 1937 in een uitzending van het AVRO-radioprogramma De bonte dinsdagavondtrein. Het duo had aanvankelijk geen zin om in vrouwendracht oubollige grapjes uit te wisselen, maar op aandringen van theaterproducent René Sleeswijk wilde men voor een eenmalige radio-uitzending wel een uitzondering maken. Het optreden werd door het publiek zo leuk gevonden dat de AVRO een promotietournee bij Sleeswijk bestelde waarin Snip en Snap als publiekstrekkers moesten fungeren. Na een jaar zette Sleeswijk de tournee los van de AVRO voort onder de titel De Snip & Snap Revue. De eenmalige uitzondering werd daardoor veertig jaar lang voortgezet. Vanaf 1950 stond de revue elk jaar een aantal maanden in Theater Carré.
Gerard Walden, ook revue-artiest, typeerde de rol van zijn broer zo: "Een mannetje dat allerlei domme dingen zegt, maar toch goochemer blijkt dan die andere vent". Willy Walden in een interview: "Ik was zelf helemaal niet dol op die jurken. We vonden het eigenlijk allebei vreselijk. Maar ja, het hoorde erbij. De mensen bleven erom vragen. En dan doe je die jurk toch maar weer aan."

## Televisie
Vanaf 1961 was het duo Snip en Snap ook op televisie te zien. Tot de vele bekende artiesten die in de Snip & Snap Revue optraden behoorden Corry Brokken, Donald Jones, Teddy Scholten en Mieke Telkamp. Veel teksten werden geschreven door Max Tailleur en Jacques van Tol en de shows werden geregisseerd door Ger Lugtenburg.

## Lied
Juffrouw Snip en juffrouw Snap maakten onder andere furore met een grappig liedje:
Want Snip snapt niet wat Snap snapt.
En Snap snapt niet wat Snip snapt.
Als Snip Snap snapt en Snap snapt Snip,
verdwijnt het Snip-en-Snapbegrip.
Maar Snap snapt niet wat Snip snapt
en Snip snapt niet wat Snap snapt.
Als Snap Snip snapt en Snip snapt Snap,
doen Snip en Snap geen klap.